# Monywa Airport
Monywa Airport är en flygplats i Myanmar.   Den ligger i regionen Sagaingregionen, i den centrala delen av landet, 300 km norr om huvudstaden Naypyidaw. Monywa Airport ligger 79 meter över havet.
Terrängen runt Monywa Airport är platt. Runt Monywa Airport är det tätbefolkat, med 591 invånare per kvadratkilometer. Närmaste större samhälle är Monywa, 13,5 km söder om Monywa Airport. Omgivningarna runt Monywa Airport är en mosaik av jordbruksmark och naturlig växtlighet.